# 上海市血液中心
上海市血液中心是中華人民共和國上海市一家提供採血供血服務的医疗卫生机构，始建於1978年。截至2003年，上海市血液中心在上海開設有一个分中心、兩个采血点以及七辆流動採血車，上海市民可以前往上述地點献血。

## 外部連結
- 官方网站